# Benvenuti al Nord (colonna sonora)
Benvenuti al Nord è un album, colonna sonora del film omonimo, pubblicato il 17 gennaio 2012.
L'album contiene i temi strumentali della colonna sonora scritti da Umberto Scipione, già autore delle musiche di Benvenuti al Sud, e sei canzoni: Sometimes, composta da Scipione a quattro mani con la figlia Alessia, che ne è anche l'interprete, 2bfriends, interpretata da Kirsti Robinson, El Carnevaal de Schignan di Davide Van De Sfroos, due canzoni interpretate da Emma Marrone, Maledetto quel giorno e Nel blu dipinto di blu, e Tomorrow (Voulez vous un rendez vous) di Amanda Lear.

## Tracce
Musiche di Umberto Scipione, tranne dove diversamente indicato.
1. Benvenuti al Nord
2. Alessia Scipione – Sometimes (Alessia Scipione, Umberto Scipione)
3. Kirsti Robinson – 2bfriends (John Rowcroft)
4. Davide Van De Sfroos – El Carnevaal de Schignan (Davide Van De Sfroos)
5. Mattia Swing
6. Benvenuti al Nord (Neve a Piobbico)
7. Emma – Maledetto quel giorno (Daniele Coro, Federica Camba)
8. Lombardo latino
9. Un uomo del Sud
10. Scapece Tango
11. Amanda Lear – Tomorrow (Voulez vous un rendez vous) (Tony Monn, Amanda Lear)
12. Sometimes Suite
13. Benvenuti al Nord (Fisarmonica Version)
14. Beguine per due
15. Benvenuti al Nord (Scherzo)
16. Paura
17. Benvenuti al Nord (Piano solo)
18. Emma – Nel blu dipinto di blu (testo: Domenico Modugno, Franco Migliacci – musica: Domenico Modugno)